# Gäddtjärnen (Ljusdals socken, Hälsingland, 687982-148474)
Gäddtjärnen är en sjö i Ljusdals kommun i Hälsingland och ingår i Ljusnans huvudavrinningsområde. Sjön har en area på 0,0728 kvadratkilometer och ligger 313,1 meter över havet.

## Delavrinningsområde
Gäddtjärnen ingår i det delavrinningsområde (687887-148623) som SMHI kallar för Utloppet av Prästskogssjön. Medelhöjden är 339 meter över havet och ytan är 7,83 kvadratkilometer. Räknas de 4 avrinningsområdena uppströms in blir den ackumulerade arean 35,26 kvadratkilometer. Prästskogsån som avvattnar avrinningsområdet har biflödesordning 3, vilket innebär att vattnet flödar genom totalt 3 vattendrag innan det når havet efter 171 kilometer. Avrinningsområdet består mestadels av skog (87 procent). Avrinningsområdet har 0,21 kvadratkilometer vattenytor vilket ger det en sjöprocent på 2,7 procent.